# クラウジウス・モソッティの関係式
クラウジウス・モソッティの関係式（クラウジウス・モソッティのかんけいしき、英: Clausius–Mossotti relation）とは、微視的（分子）スケールの物理量である分極率αと、巨視的スケールの物理量である誘電率εrとの間に成り立つ関係式である。ルドルフ・クラウジウスおよびオッタヴィアーノ＝ファブリツィオ・モソッティにちなむ。クラウジウス・モソッティの関係式は、以下のように書き下される。
{\displaystyle P_{m}={\frac {\varepsilon _{\mathrm {r} }-1}{\varepsilon _{\mathrm {r} }+2}}{\frac {M_{m}}{\rho }}={\frac {N_{\mathrm {A} }}{3\,\varepsilon _{0}}}\alpha }
ここで、以下の物理量および物理定数を用いた。
- Pmはモル誘電分極モーメント（単位はモル体積m3/mol）
- Mmはモル質量（kg / mol）
- ρは密度（kg / m 3）
- NAはアボガドロ定数
- ε0=8.8541878128(13)×10−12 F/mは真空の誘電率

この関係式は、永久双極子モーメントをもたず、双極子モーメントが誘電分極モーメントのみで構成される非極性物質について成り立つ。永久双極子を持つ材料の場合、デバイの式が用いられる。

## 導出
巨視的な誘電分極モーメントP→は、すべての誘起双極子モーメント{\displaystyle {\vec {p}}_{\text{ind}}}の和を体積で割った値（すなわち双極子密度）である。
{\displaystyle {\vec {P}}=N{\vec {p}}_{\text{ind}}=N\alpha {\vec {E}}_{\text{loc}}}
ここでNは粒子の数密度、αは分極率、E→locは粒子の位置における局所電場強度である。
巨視的な物理量である電気感受率{\displaystyle \chi }および誘電率{\displaystyle \varepsilon _{\mathrm {r} }}と誘電分極モーメントとの間には以下のような関係式が成り立つ。
{\displaystyle {\vec {P}}=\chi \varepsilon _{0}{\vec {E}}=\left(\varepsilon _{\mathrm {r} }-1\right)\varepsilon _{0}{\vec {E}}}
これらの式をつなげて、次の式が得られる。
{\displaystyle \left(\varepsilon _{\mathrm {r} }-1\right)\varepsilon _{0}{\vec {E}}=N\alpha {\vec {E}}_{\text{loc}}}
ここからさらに記述を進めるためには、局所電場強度を記述する必要がある。
希薄気体においては、誘導双極子モーメントは互いに影響を与えず、局所電場強度は印加された外場と等しくなる E→loc = E→ 。したがって次の式が得られる。
{\displaystyle \left(\varepsilon _{\mathrm {r} }-1\right)={\frac {N}{\varepsilon _{0}}}\alpha }
密度の高い誘電体においては、近傍の誘導双極子モーメントの作る電界の影響も受けるため、局所電場強度は印加された外場と等しくなくなる。
{\displaystyle {\vec {E}}_{\text{loc}}={\vec {E}}+{\vec {E}}_{\text{L}}}
{\displaystyle {\vec {E}}}：外部から印加される電界＋誘電体表面に発生する分極電界（脱電電界）、
{\displaystyle {\vec {E}}_{\text{L}}={\vec {P}}/(3\varepsilon _{0})}：念頭にある分子周りの架空球面上の分極電荷が作る電場（ローレンツの局所電場）
したがって、局所電場密度は以下の式にしたがう。
{\displaystyle {\vec {E}}_{\text{loc}}={\vec {E}}+{\frac {1}{3\varepsilon _{0}}}{\vec {P}}={\vec {E}}+{\frac {\left(\varepsilon _{\mathrm {r} }-1\right)\varepsilon _{0}}{3\varepsilon _{0}}}{\vec {E}}={\frac {\varepsilon _{\mathrm {r} }+2}{3}}{\vec {E}}}
これを前述の式に代入して、以下を得る。
{\displaystyle \left(\varepsilon _{\mathrm {r} }-1\right)\varepsilon _{0}{\vec {E}}=N\alpha {\frac {\varepsilon _{\mathrm {r} }+2}{3}}{\vec {E}}}
移項して整理すると、下式を得る。
{\displaystyle {\frac {\varepsilon _{\mathrm {r} }-1}{\varepsilon _{\mathrm {r} }+2}}={\frac {N\alpha }{3\varepsilon _{0}}}}
εrについて解けば以下の式を得る。
{\displaystyle \varepsilon _{\mathrm {r} }=1+\chi _{e}=1+{\frac {3N\alpha }{3\varepsilon _{0}-N\alpha }}}
ここで、数密度Nを巨視的な物理量、密度ρ、モル質量{\displaystyle M_{m}}、アボガドロ定数{\displaystyle N_{\mathrm {A} }}で表わすと以下のように書ける。
{\displaystyle N={\frac {N_{A}\rho }{M_{m}}}}
これを上式に代入すると、クラウジウス・モソッティの関係式が得られる。
{\displaystyle {\frac {\varepsilon _{\mathrm {r} }-1}{\varepsilon _{\mathrm {r} }+2}}{\frac {M_{m}}{\rho }}={\frac {N_{\mathrm {A} }}{3\varepsilon _{0}}}\alpha }
εrについて解けば以下の式を得る。
{\displaystyle \varepsilon _{\mathrm {r} }=1+\chi _{e}=1+{\frac {3N_{\mathrm {A} }\rho \alpha }{3M_{m}\varepsilon _{0}-N_{\mathrm {A} }\rho \alpha }}}

## ローレンツ・ローレンツ方程式
ローレンツ・ローレンツの式とは、クラウジウス・モソッティの関係式にεr = n2を代入し、誘電率の代わりに屈折率と分極率との関係を表わした下式をいう。
{\displaystyle {\frac {n^{2}-1}{n^{2}+2}}={\frac {N\alpha }{3\varepsilon _{0}}}}
クラウジウス・モソッティの方程式と同様、この方程式は均一な固体および液体に対して成り立つ。
大抵の気体については{\displaystyle n^{2}\approx 1}がなりたつことから、以下がいえる。
{\displaystyle n^{2}-1\approx {\frac {N\alpha }{\varepsilon _{0}}}}
また、{\displaystyle {n^{2}-1}\approx 2(n-1)}を用いれば次式を得る。
{\displaystyle n-1\approx {\frac {N\alpha }{2\varepsilon _{0}}}}
この式は、常圧下の気体について適用できる。また、モル屈折率Aを用いれば気体の屈折率nは以下のように書ける。
{\displaystyle n\approx {\sqrt {1+{\frac {3Ap}{RT}}}}}
ここで、p は気体の圧力、Rは気体定数、T絶対温度であり、気体の状態方程式からN⋅NA = p/RTを用いた。また、cをモル濃度とすると、N = c⋅NAが成り立つことも用いている。消衰係数kを取り入れた複素屈折率m = n + ikについては以下の式が成り立つ。
{\displaystyle m\approx 1+c{\frac {N_{\mathrm {A} }\cdot \alpha }{2\varepsilon _{0}}}}
したがって、虚数部、すなわち消衰係数は、モル濃度および吸光度に比例する。
{\displaystyle k\approx c{\frac {N_{\mathrm {A} }\cdot \alpha ''}{2\varepsilon _{0}}}}
したがって、ランベルト・ベールの法則をローレンツ・ローレンツの式から導出することができる。同様に、希薄溶液の屈折率の変化も、モル濃度におおよそ比例する。 